# Kathleen Naser
Kathleen Naser (* 31. Juli 1975 in Brandenburg an der Havel) ist eine ehemalige deutsche Ruderin, die 1999 Vizeweltmeisterin im Zweier ohne Steuerfrau war.

## Karriere
Kathleen Naser ruderte für die Potsdamer Ruder-Gesellschaft, bei der sie von Jörg Landvoigt trainiert wurde. 1993 siegte sie bei den Junioren-Weltmeisterschaften im Vierer ohne Steuerfrau. 1996 gewann Naser im Achter ihren ersten deutschen Meistertitel in der Erwachsenenklasse, bei den Olympischen Spielen 1996 in Atlanta belegte der deutsche Achter den achten Platz. 1997 gewann Naser zusammen mit Gerte John den deutschen Meistertitel im Zweier ohne Steuerfrau. Im Weltcup erreichten die beiden bei der ersten Regatta den zweiten Platz, konnten aber die Form danach nicht mehr anbieten und belegten bei den Ruder-Weltmeisterschaften 1997 den neunten Platz. 1998 gewann Naser die deutschen Meistertitel im Vierer ohne Steuerfrau und im Achter. Beim Weltcup in München gelang Naser mit dem Achter ihr einziger Weltcupsieg. Bei den Weltmeisterschaften in Köln erreichte das Boot den sechsten Platz. Auch 1999 konnte Naser zwei deutsche Meistertitel gewinnen: Zusammen mit Elke Hipler siegte sie im Zweier ohne Steuerfrau, beide saßen auch im Meisterboot im Achter. Im Weltcup belegten Hipler und Naser zweimal den zweiten Platz hinter den Kanadierinnen. Auch bei den Ruder-Weltmeisterschaften 1999 siegten Emma Robinson und Theresa Luke, Hipler und Naser erhielten die Silbermedaille. Danach trat Kathleen Naser nicht mehr bei internationalen Regatten an.